# Kordyszówka
Kordyszówka – wieś w rejonie koziatyńskim obwodu winnickiego.